# Stadio San Filippo
Het Stadio San Filippo is een multifunctioneel stadion in Messina, een stad op Sicilië, in Italië. 
Aanvankelijk werd dit stadion ontworpen om te worden gebouwd voor het wereldkampioenschap voetbal 1990, dat in Italië werd georganiseerd. De bouw, en vooral de voltooiing ervan, werd verschillende malen uitgesteld en uiteindelijk was het pas in 2004 helemaal af en kon het officieel worden geopend.
Het stadion wordt vooral gebruikt voor voetbalwedstrijden, de voetbalclub ACR Messina maakt gebruik van dit stadion vanaf de opening, het verhuisde in 2004 van het Giovanni Celestestadion naar hier. In het stadion is plaats voor 37.895 toeschouwers. Er ligt een grasveld van 105 bij 70 meter.